# Gilbert Colgate
Gilbert Bayard Colgate (* 21. Dezember 1899 in New York City; † 9. Oktober 1965 ebenda) war ein US-amerikanischer Bobfahrer und Unternehmer.

## Biografie
Gilbert Colgate schloss 1922 ein Studium an der Yale University ab. Er war später als Segler aktiv und nahm an den Olympischen Winterspielen 1936 in Garmisch-Partenkirchen teil. Als Anschieber von Richard Lawrence gewann er im Zweierbob-Wettbewerb die Bronzemedaille.
Nach seiner sportlichen Karriere war er später Direktor des Unternehmens Colgate, welches sein Urgroßvater William Colgate 1806 gegründet hatte. Er war auch Vorsitzender der Colgate-Larsen Aircraft Co., die Flugzeugteile herstellte. Neben seinen geschäftlichen Interessen war Gilbert Colgate ein Pionier im Kampf gegen die Bevölkerungsexplosion, als er 1938 Mitgründer und der erste Schatzmeister der Planned Parenthood war.